# فرانك فارمر
فرانك فارمر (بالإنجليزية: Frank Farmer) هو مهندس أمريكي، ولد في 26 سبتمبر 1892، وتوفي في 28 أغسطس 1932، وكان سائق سباقات، حيث شارك فارمر في 10 بطولات لسباقات سيارات في مسيرته وكان أفضل مركز له هو المركز الثالث في سباق حلبة ألتونا سبيدواي. وتوفي في حادث تصادم في حلبة وودبريدج سبيدواي.